# Pedro Rodríguez Fernández
Pedro Rodríguez Fernández (Madrid, 15 maggio 1964) è un ex cestista spagnolo.

## Palmarès
- Copa del Rey: 1

Estudiantes: 1992
- Liga catalana: 1

Girona: 1996